# 8128 Nicomachus
8128 Nicomachus eller 1967 JP är en asteroid i huvudbältet som upptäcktes den 6 maj 1967 av den argentinska astronomn Carlos U. Cesco och den amerikanske astronomen Arnold R. Klemola vid Leoncito Astronomical Complex. Den har fått sitt namn efter matematikern Nikomakos.
Asteroiden har en diameter på ungefär 15 kilometer och den tillhör asteroidgruppen Hygiea.